# Horváth Zoltánné
Horváth Zoltánné (Demjén Edit) (Déva, 1912. december 30. – Budapest, 1978. április 21.) történész, szerkesztő, főiskolai docens.

## Életpályája
A gimnáziumi érettségi után szabómunkás, majd tisztviselő volt. 1928-tól kapcsolódott bele a munkásmozgalomba. 1928–1934 között részt vett az Ifjú Proletár szerkesztésében és a Magyarországi Szabómunkások és Munkásnők Szakegyesületében tevékenykedett. 1929-től KIMSZ-tag volt. 1930-tól az illegális KMP tagja volt. A II. világháború idején (1939–1945) illegális párttevékenységeket folytatott. 1945 januárjában az MKP Bp. IX. kerületi szervezetének egyik alapítója volt. 1948-tól az MDP agitációs és propaganda osztályának munkatársa volt. 1949–1953 között az Anyag- és Adatszolgáltatás szerkesztőségi titkára volt. 1952-től – közben tanári diplomát szerzett – a Párttörténeti Intézet tudományos munkatársa volt. 1960–1972 között az MSZMP Politikai Főiskolájának adjunktusa, majd docense volt; munkásmozgalmat tanított. 1972-ben nyugdíjba vonult.
Több dokumentumkötet társszerkesztője, illetve társszerzője volt.

## Magánélete
1937-ben, Budapesten házasságot kötött Horváth Zoltán (1911–1967) vállalatvezetővel.

## Művei
- A magyar munkásmozgalom történetének válogatott dokumentumai (V., összeállította, Milei Györggyel, Gábor Sándornéval és Fehér Andrással, Budapest, 1956)
- A KMP tömegmunkájának, a legális és az illegális munka kombinálásának néhány kérdése a Horthy-fasizmus idején (MSZMP KB Politikai Főiskola Évkönyve, Budapest, 1969)

## Díjai
- Munka Érdemrend (1963)
- Szocialista Hazáért érdemrend (1967)